# Henrique Pires
Pour les articles homonymes, voir Pires.
Henrique Pires, né le 17 avril 1962, est un acteur brésilien.

## Filmographie partielle

### Au cinéma
- 1982 : Os três Palhaços e o Menino
- 1984 : Para Viver Um Grande Amor
- 1997 : O Homem Nu
- 2000 : O Circo das Qualidades Humanas : Carioca
- 2002 : Eclipse
- 2003 : Garrincha - Estrela Solitária : Sandro Moreyra
- 2008 : Casa da Mãe Joana : le reporter
- 2012 : Na carne e na alma : Roberto
- 2013 : Somos Tão Jovens : Carlos Alberto
- 2013 : Casa da Mãe Joana 2 : Cavalheiro Festa Mme Pedregal
- 2014 : Rio, I Love You (Rio, Eu Te Amo), film à sketches brésilien, segment « Texas » de Guillermo Arriaga : Braulio
- 2017 : Operação X : Junqueira (en production)

### À la télévision
- 1993 : Corpo Santo : Marcos Felipe  (série télévisée)
- 1993 : Guerra Sem Fim (série télévisée)
- 2006-2007 : Vidas Opostas : Zaqueu (série télévisée, 65 épisodes)
- 2011 : Vidas em Jogo : Armando (série télévisée, 1 épisode)